# Középső szövőmadár
A középső szövőmadár (Ploceus intermedius) a madarak osztályának a verébalakúak (Passeriformes) rendjéhez, ezen belül a szövőmadárfélék (Ploceidae) családjához tartozó faj.

## Előfordulása
Angola, Botswana, a  Közép-afrikai Köztársaság, a Kongói Demokratikus Köztársaság, a Kongói Köztársaság,  Etiópia, Dzsibuti, Kenya, Malawi, Mozambik, Namíbia, Ruanda, Szomália,  a Dél-afrikai Köztársaság, Dél-Szudán, Szváziföld, Tanzánia, Uganda, Zambia és Zimbabwe területén honos.